# تورنو، ستیریا
تورنو، ستیریا (به آلمانی: Turnau, Styria) یک شهر بازاری و municipality of Austria در اتریش است که در منطقه بروک مورتسوچلاگ واقع شده‌است.

## خصوصیات
تورنو ۱۳۵٫۰۵ کیلومترمربع مساحت دارد ۷۵۵ متر بالاتر از سطح دریا واقع شده‌است.